# 水野守信
水野 守信（みずの もりのぶ、天正5年（1577年） - 寛永13年12月25日（1637年1月21日））は、安土桃山時代から江戸時代初期にかけての武将。江戸幕府旗本寄合、惣目付。幼名は新七郎。通称は半左衛門。官位は従五位下・河内守。父は水野守次。母は側室の北小路公頼の娘の菊とも、水野信元の娘とも。正室は有馬豊氏の娘。子女は荒尾重就（池田光仲家臣）室、兵助（早世）、水野守政（養子、娘の子）、清三郎（早世）、成瀬正勝室、織田信当室、徳山重政室（のち離縁）。
母の菊と母方の祖父の北小路公頼に養育される。徳川家康に仕え、会津征伐に従軍、旗本として3500石を賜る。慶長10年（1605年）の徳川秀忠上洛の際には供をしている。書院番を務め、元和3年（1617年）に使番となり、寛永3年（1626年）に長崎奉行に就任する。キリシタンの取締りを強化し、踏み絵を考案したのも守信といわれている。寛永5年（1628年）2月2日、大坂町奉行、寛永6年（1629年）2月6日より堺奉行を兼任する。寛永9年（1632年）12月17日、秋山正重・柳生宗矩・井上政重とともに惣目付に任じられた。これが大目付の起源である。寛永11年（1634年）1500石を加増される。
寛永13年（1637年）死去。法名は全叟宗元。自身が開基した京の嵯峨天龍寺の塔頭永明院に葬られる。家督は養子の守政が継いだ。